# Ferdinand Sturm
Ferdinand Sturm, noto in Spagna come Hernando de Esturmio (Zierikzee, 1515 circa – Siviglia, 1556), è stato un pittore olandese.

## Biografia

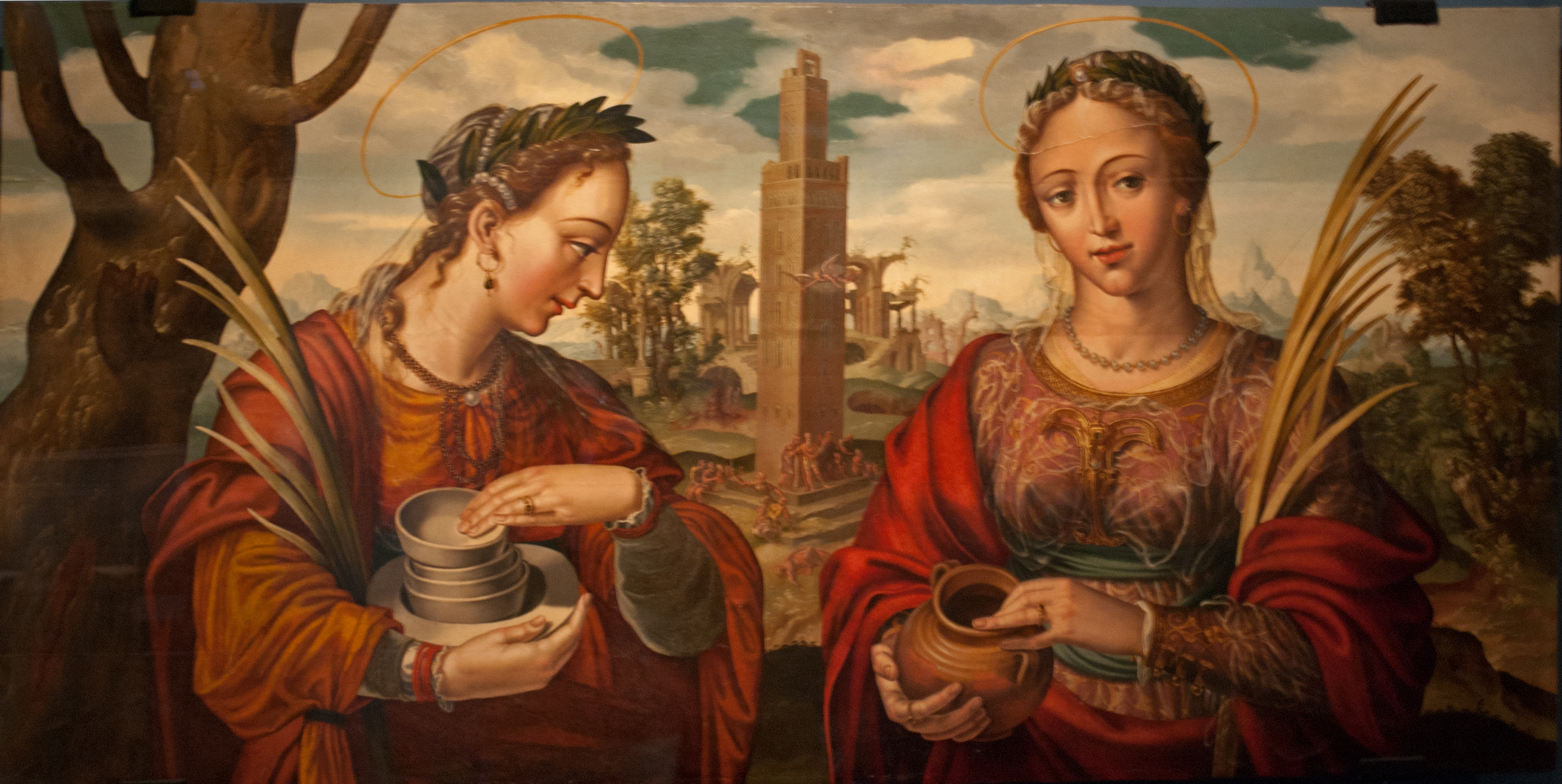
Sante Giusta e Rufina. Cappella degli Evangelisti della Cattedrale di Siviglia.

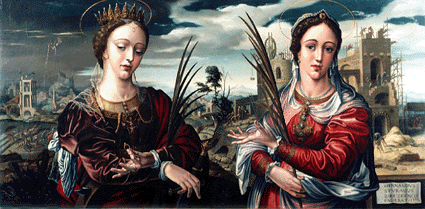
Santa Caterina e Santa Barbara. Cappella degli Evangelisti della Cattedrale di Siviglia.

Sono poche le informazioni sui suoi primi anni di vita. Nato probabilmente nel 1515 a Zierikzee (Paesi Bassi), si stabilì a Siviglia nel 1537, quasi nello stesso tempo del pittore Pieter de Kempeneer ovvero Pedro de Campaña. Egli è noto in Spagna come Hernando de Esturmio. È probabile che siano venuti a Siviglia a causa delle guerre che dilaniavano a quel tempo i Paesi Bassi spagnoli e la conseguente riduzione del mercato per gli artisti fiamminghi e olandesi.
Egli è stato una figura importante nella pittura sivigliana della metà del XVI secolo, quando conobbe il successo e divenne un prolifico artista.
Il suo stile è basato sugli insegnamenti ricevuti nei Paesi Bassi, anche con influenze italiane, che può essere comparato ad altri pittori del Rinascimento olandese come Jan van Scorel o Maarten van Heemskerck.

## Opere
- Le sue prime opere note sono i dipinti del retablo dei santi Pietro e Paolo nella chiesa di San Pietro ad Arcos de la Frontera (Cadice), nel 1539, con Antón Sánchez de Guadalupe.
- San Rocco, della chiesa del convento di Santa Chiara di Siviglia (verso il 1550).
- Dipinti del retablo dell'antica università di Osuna (1548).
- Allegorie dell'Immacolata Concezione, della collegiale di Osuna (1555)
- Dipinti per il retablo della cappella degli Evangelisti della cattedrale di Siviglia (1555).